# Giải quốc tế Quỹ Gairdner
Giải quốc tế Quỹ Gairdner (tiếng Anh: Gairdner Foundation International Award) là một trong 2 giải của Quỹ Gairdner được trao hàng năm cho từ 3 tới 6 người có những phát hiện lỗi lạc hoặc có những đóng góp quan trọng vào Y học. Giải này thường được coi như báo trước cho giải Nobel Sinh lý và Y khoa tới sau; cho tới năm 2007, đã có 69 người được trao giải này đã đoạt tiếp giải Nobel Sinh lý và Y khoa.

## Danh sách các người đoạt Giải quốc tế Quỹ Gairdner[3]
- 1959 Alfred Blalock, Helen B. Taussig, Charles A. Ragan, Harry M. Rose, William D.M. Paton, Eleanor Zaimis, Wilfred Gordon Bigelow
- 1960 Joshua H. Burn, John H. Gibbon Jr., William F. Hamilton, John McMichael, Karl Meyer, Arnold R. Rich
- 1961 Russell Brock, Alan C. Burton, Alexander B. Gutman, Jonas H. Kellgren, Ulf von Euler
- 1962 Francis Crick, Albert H. Coons, Clarence Crafoord, Henry G. Kunkel, Stanley J. Sarnoff
- 1963 Murray Barr, Jacques Genest, Irvine Page, Pierre Grabar, C. Walton Lillehei, Eric G.L. Bywaters
- 1964 Seymour Benzer, Karl H. Beyer Jr., Deborah Doniach, Ivan M. Roitt, Gordon D.W. Murray, Keith R. Porter
- 1965 Jerome W. Conn, Robin R.A. Coombs, Charles E. Dent, Charles P. Leblond, Daniel J. McCarty, F. Horace Smirk
- 1966 Rodney R. Porter, Geoffrey S. Dawes, Charles B. Huggins, Willem J. Kolff, Luis F. Leloir, Jacques F.A.P. Miller, Jan Waldenström
- 1967 Christian DeDuve, Marshall W. Nirenberg, George E. Palade, Julius Axelrod, Sidney Udenfriend, D. Harold Copp, Iain MacIntyre, Peter J. Moloney, J. Fraser Mustard
- 1968 Bruce Chown, James L. Gowans, George H. Hitchings, Jacques Oudin, J. Edwin Seegmiller
- 1969 Frank J. Dixon, John P. Merrill, Belding H. Scribner, Robert B. Salter, Earl Wilbur Sutherland Jr., Ernest A. McCulloch, F. Mason Sones, James E. Till
- 1970 Vincent P. Dole, W. Richard S. Doll, Robert A. Good, Niels Kaj Jerne, Robert B. Merrifield
- 1971 Charles H. Best, Rachmiel Levine, Frederick Sanger, Donald F. Steiner, Solomon A. Berson, Rosalyn S. Yalow
- 1972 Karl S.D. Bergström, Britton Chance, Oleh Hornykiewicz, Robert R. Race, Ruth Sanger
- 1973 Roscoe O. Brady, Denis P. Burkitt, John Charnley, Kimishige Ishizaka, Teruko Ishizaka, Harold E. Johns
- 1974 David Baltimore, Howard M. Temin, Hector F. DeLuca, Roger Guillemin, Andrew V. Schally, Hans J. Müller-Eberhard, Juda Quastel
- 1975 Ernest Beutler, Baruch S. Blumberg, Henri G. Hers, Hugh E. Huxley, John D. Keith, William Thornton Mustard
- 1976 Sir Godfrey N. Hounsfield, Thomas R. Dawber, William B. Kannel, Eugene P. Kennedy, George Klein, George D. Snell
- 1977 K. Frank Austen, Cyril A. Clarke, Jean Dausset, Henry G. Friesen, Victor A. McKusick
- 1978 Sydney Brenner, Jean-Pierre Changeux, Donald S. Fredrickson, Samuel O. Freedman, Phil Gold, Edwin G. Krebs, Elizabeth C. Miller, James A. Miller, Lars Terenius
- 1979 Sir James W. Black, George F. Cahill Jr., Walter Gilbert, Elwood V. Jensen, Frederick Sanger, Charles R. Scriver
- 1980 Paul Berg, Irving B. Fritz, H. Gobind Khorana, Efraim Racker, Jesse Roth, Michael Sela
- 1981 Michael Stuart Brown, Joseph L. Goldstein, Wai Yiu Cheung, Jerry H-C. Wang, Georges J.F. Köhler, César Milstein, Elizabeth F. Neufeld, Saul Roseman, Bengt Samuelsson
- 1982 Gilbert Ashwell, Günter Blobel, Arvid Carlsson, Paul Janssen, Manfred M. Mayer
- 1983 Donald A. Henderson, Bruce N. Ames, Gerald D. Aurbach, John A. Clements, Richard K. Gershon, Susumu Tonegawa
- 1984 J. Michael Bishop, Harold E. Varmus, Alfred G. Gilman, Martin Rodbell, Yuet Wai Kan, Kresimir Krnjevic, Robert L. Noble
- 1985 Stanley Cohen, Paul C. Lauterbur, Raymond U. Lemieux, Mary Frances Lyon, Mark Ptashne, Charles Yanofsky
- 1986 Jean-Francois Borel, James E. Darnell, Philip A. Sharp, Adolfo J. de Bold, T. Geoffrey Flynn, Harald Sonnenberg, Peter C. Doherty, Rolf M. Zinkernagel, Michael Smith
- 1987 Peter J. Favaloro, Robert C. Gallo, Luc Montagnier, Walter J. Gehring, Edward B. Lewis, Eric R. Kandel, Michael G. Rossmann
- 1988 Albert J. Aguayo, Michael J. Berridge, Yasutomi Nishizuka, Thomas Cech, Michael A. Epstein, Robert J. Lefkowitz
- 1989 Mark M. Davis, Tak W. Mak, Jean-Marie Ghuysen, Louis M. Kunkel, Ronald G. Worton, Erwin Neher, Bert Sakmann
- 1990 Francis S. Collins, John R. Riordan, Lap-Chee Tsui, Victor Ling, Oliver Smithies, Edwin M. Southern, E. Donnall Thomas
- 1991 Sydney Brenner, John E. Sulston, M. Judah Folkman, Robert F. Furchgott, David H. MacLennan, Kary B. Mullis
- 1992 Leland H. Hartwell, Yoshio Masui, Paul M. Nurse, Richard Peto, Bert Vogelstein, Robert A. Weinberg
- 1993 Mario R. Capecchi, Oliver Smithies, Alvin R. Feinstein, Stanley B. Prusiner, Michel M. Ter-Pogossian
- 1994 Pamela J. Bjorkman, Don C. Wiley, Tony Hunter, Anthony J. Pawson, Donald Metcalf
- 1995 Bruce Alberts, Arthur Kornberg, Roger Y. Tsien
- 1996 Robert S. Langer, Barry J. Marshall, James E. Rothman, Randy W. Schekman, Janet Rowley
- 1997 Corey S. Goodman, Erkki Ruoslahti, Richard O. Hynes, Alfred G. Knudson Jr.
- 1998 Elizabeth Blackburn, Carol W. Greider, Giuseppe Attardi, Walter Neupert, Gottfried Schatz
- 1999 Avram Hershko, Alexander J. Varshavsky, H. Robert Horvitz, Andrew Wyllie
- 2000 Jack Hirsh, Roger D. Kornberg, Robert G. Roeder, Alain Townsend, Emil Unanue
- 2001 Clay Armstrong, Bertil Hille, Roderick MacKinnon, Marc Kirschner
- 2002 Philip P. Green, Eric Lander, Maynard V. Olson, John E. Sulston, J. Craig Venter, Michael S. Waterman, Robert Waterston, Jean Weissenbach, Francis Collins (Giải Công trạng), James D. Watson (Giải Công trạng)
- 2003 Richard Axel, Linda B. Buck, Wayne A. Hendrickson, Seiji Ogawa, Ralph M. Steinman
- 2004 Seymour Benzer, R. John Ellis, F. Ulrich Hartl, Arthur L. Horwich, George Sachs
- 2005 Jeffrey M. Friedman, Douglas Coleman, Craig C. Mello, Andrew Z. Fire, Brenda Milner, Endel Tulving
- 2006 Ralph L. Brinster, Ronald M. Evans, Alan Hall, Thomas D. Pollard, Joan A. Steitz
- 2007 C. David Allis, Kim A. Nasmyth, Dennis J. Slamon, Harry F. Noller, Thomas A. Steitz
- 2008 Victor Ambros, Harald zur Hausen, Gary Ruvkun, Nahum Sonenberg, Samuel Weiss
- 2009 Peter Walter, Kazutoshi Mori, Lucy Shapiro, Richard Losick, Yamanaka Shin'ya
- 2010: William A. Catterall, Pierre Chambon, William G. Kaelin Jr., Peter J Ratcliffe, Gregg L. Semenza
- 2011: Adrian Peter Bird, Howard Cedar, Aharon Razin, Jules A. Hoffmann, Shizuo Akira
- 2012: Jeffrey C. Hall, Michael Rosbash, Michael W. Young, Thomas Jessell, Jeffrey V. Ravetch
- 2013: Harvey J. Alter, Daniel W. Bradley, Michael Houghton (khước từ giải này),[4] Stephen Joseph Elledge, Gregory Winter
- 2014: James P. Allison, Titia de Lange, Marc Feldmann, Ravinder Nath Maini, Harold F. Dvorak, Napoleone Ferrara